# Shakespearova rojstna hiša
Shakespearova rojstna hiša je obnovljena pollesena hiša iz 16. stoletja na ulici Henley Street, Stratford-upon-Avon, Warwickshire, Anglija, kjer se domneva, da se je leta 1564 rodil William Shakespeare in preživel svoja otroška leta. Zdaj je majhen muzej, odprt za javnost in priljubljena atrakcija za obiskovalce, ki je v lasti in upravljanju sklada Shakespeare Birthplace Trust.

## Opis
Sama hiša je razmeroma preprosta, vendar bi v poznem 16. stoletju veljala za precejšnje stanovanje. John Shakespeare, Williamov oče, je bil izdelovalec rokavic in trgovec z volno, hiša pa je bila prvotno razdeljena na dva dela, da je lahko opravljal svoje posle v istih prostorih.
Stavba arhitekturno ni izstopajoča in je bila značilna za čas zgrajena iz pletenine in blata okoli lesenega okvirja. Za gradnjo so uporabili lokalni hrast iz Ardenskega gozda in modro-siv kamen iz Wilmcota, medtem ko so bili veliki kamini narejeni iz nenavadne kombinacije zgodnje opeke in kamna, v pritličju so bila kamnita tla.
Tloris stavbe je bil prvotno preprost pravokotnik. Od severozahoda proti jugovzhodu so pritličje sestavljali salon s kaminom, sosednja soba z velikim odprtim ognjiščem, križni prehod in končno soba, ki je verjetno služila kot delavnica Johna Shakespeara. To razporeditev so v prvem nadstropju odražali trije prostori, do katerih je vodilo stopnišče iz veže, verjetno tam, kjer so sedanje stopnice. Tradicionalno je soba nad salonom rojstna soba. Ločena enodelna hiša, zdaj znana kot Joan Hart's Cottage, je bila pozneje zgrajena na severozahodnem koncu hiše, sedanja kuhinja pa je bila dodana na zadnji strani s komoro nad njo.

## Zgodovina
Obstajajo različna mnenja o izvoru stavbe, ki naj bi segala v 15. stoletje, bolj verjetno pa je bila zgrajena sredi 16. stoletja.
Zapisi kažejo, da je bil leta 1552 John Shakespeare kaznovan, ker je pred svojim domom v ulici Henley pustil kup umazanije, kar dokazuje, da je takrat prebival v tamkajšnji hiši. V Jephsonovem poročilu o Shakespearovem času v Stratfordu navaja, da je v času Shakespearovega rojstva njegov oče najemal posest in da je deset let kasneje lahko kupil dve lastniški hiši na ulici Henley. Hiša je ostala v družini, dokler ni bila dokončno predana hčerki Williama Shakespeara.

### Lastništvo
Lastništvo prostorov je po smrti Johna Shakespeara prešlo na Williama. Vendar pa je do takrat William že imel New Place v Stratfordu in ni potreboval prostorov na ulici Henley kot dom zase ali za svojo družino. Posledično je bila glavna hiša dana v najem Lewisu Hiccoxu, ki jo je preuredil v gostilno, znano kot Maidenhead (kasneje Swan and Maidenhead Inn), majhna enodelna hiša na severozahodu pa je bila namenjena stanovanjski uporabi. Do Shakespearove smrti leta 1616 je bila v njem Joan Hart, njegova nedavno ovdovela sestra.
V skladu s pogoji Shakespearove oporoke je lastništvo celotnega premoženja (gostilne in koče Joan Hart) prešlo na njegovo starejšo hčer Susanno. Leta 1649 je prešla na njeno edinko Elizabeth in nato leta 1670 na Thomasa Harta. Hart je bil potomec Shakespearove sestre Joan, katere družina je po njeni smrti leta 1646 ostala najemnica manjše hiše. Celotno premoženje je ostalo v lasti Hartov do leta 1806, ko je bilo prodano mesarju Thomasu Courtu, ki je prevzel tudi vodenje gostilne Swan and Maidenhead Inn. V manjši hiši je ostal Thomas Hornby, še en mesar, ki so mu jo Hartovi oddali, ko so se odselili iz Stratforda v 1790-ih. Gospa Hornby je ostala najemnica in skrbnica Shakespearove rojstne hiše, dokler ji leta 1820 niso zvišali najemnine.

### Pridobitev
Ko se je družinska linija končala, je bilo dovoljeno, da je hiša propadala, dokler ni ponovno vzbudila zanimanje v 18. stoletju. Isaac Watts, Charles Dickens, sir Walter Scott in Thomas Carlyle so bili med uglednimi osebami, ki so obiskale rojstno hišo in podpisale stene in okna. Številni podpisi še vedno ostajajo na okenskih steklih okoli hiše, čeprav so podpisane stene že zdavnaj prepleskane. Knjiga gostov vključuje podpise lorda Byrona, Alfreda, lorda Tennysona, Johna Keatsa in Williama Thackeraya.
Zanimanje za nepremičnino se je ponovno povečalo, ko so bili celotni prostori naprodaj ob smrti Courtove vdove leta 1846. Ameriški šovman P. T. Barnum je predlagal nakup hiše in pošiljanje 'opeko za opeko' v ZDA. Kot odgovor je bil ustanovljen Shakespeare Birthday Committee (ki je z lokalnim aktom parlamenta postal Shakespeare Birthplace Trust) in s pomočjo donatorjev, vključno z Dickensom, je odbor zbral potrebnih 3000 GBP in ga kupil naslednje leto.

### Obnova
Ko je odbor (Trust) pridobil stavbo, so se obnovitvena dela lahko nadaljevala. Prvotno je bila rojstna hiša del terase s poznejšimi hišami, ki so bile zgrajene na obeh straneh in prva stopnja njenega ohranjanja je bilo njihovo uničenje, za kar se je zdelo potrebno, da bi se izognili nevarnosti širjenja požara z njih na rojstno hišo.
Stare fotografije razkrivajo, da je bil del pročelja Rojstne hiše v začetku 19. stoletja obložen z opeko. To je bila ekonomična alternativa običajni praksi zamenjave stavb z lesenim okvirjem in ponovne gradnje z opeko v Angliji v 18. stoletju. S sklicevanjem na grafiko iz leta 1769 in ob upoštevanju ohranjenih arhitekturnih dokazov je rekonstrukcija, ki jo je izvedel sklad med letoma 1857 in 1864, povrnila zunanjost stavbe v stanje iz 16. stoletja.

## Danes
Poleg rojstnega mesta je Shakespearov center, kontrastno sodobno steklo in betonsko središče za obiskovalce, ki tvori sedež Shakespeare Birthplace Trust. Gonilna sila za njegovo izgradnjo in odprtje leta 1964 je bil Levi Fox, OBE, direktor sklada od 1945 do 1989, z namenom, da ustrezno namesti svojo knjižnico, dokumente in zbirke. Shakespearov center poleg prikazovanja razstav, povezanih s Shakespearjem, omogoča tudi javni dostop do rojstne hiše.
Rojstna hiša poustvarja sliko družinskega življenja v času Shakespeara, skupaj s starinsko hišno opremo, steklenim oknom, popisanim s podpisi obiskovalcev hiše skozi stoletja, in delavnico za izdelavo rokavic Johna Shakespeara.
Obzidan vrt na zadnji strani hiše je bil posebej zasajen s cvetjem in zelišči, ki bi jih poznali v Shakespearovem času.